# Герман Геєр
Герман Геєр (нім. Hermann Geyer; 7 липня 1882, Штутгарт — 10 квітня 1946) — німецький воєначальник, генерал піхоти вермахту. Кавалер Лицарського хреста Залізного хреста.

## Біографія
4 липня 1900 року вступив у Вюртемберзьку армію. Учасник Першої світової війни. Після демобілізації армії залишений в рейхсвері. З 1 серпня 1934 по 30 квітня 1939 року — командувач 5-м військовим округом, одночасно з 16 травня 1935 по 28 квітня 1939 року — 5-м армійським корпусом. 30 квітня 1939 року звільнений у відставку з правом носіння форми 119-го піхотного полку, проте наступного дня переданий в розпорядження ОКГ. 25 серпня 1939 року призваний на службу і призначений командувачем 9-м армійським корпусом. Учасник Французької кампанії і Німецько-радянської війни. 31 грудня 1943 року відправлений в резерв фюрера. 31 грудня 1943 року звільнений у відставку.
В квітні 1945 року призначений бургомістром Гефена. Геєр відмовився виконати наказ командувача французькими окупаційними військами Марі П'єра Кеніга депортувати всіх переміщених зі сходу осіб в американські табори для інтернованих, написав лист з протестом і наклав на себе руки. Кеніг заборонив ховати Геєра на цвинтарі, тому його поховали на подвір'ї його дому, проте через кілька тижнів перепоховали на місцевому цвинтарі.

## Сім'я
13 вересня 1912 року одружився з Шарлоттою Берніс (1887—1948). В пари народились двоє синів:
- Ганс-Петер (1914—1942) — гауптман вермахту, загинув у Франції.
- Ульріх (1920— 1948) — потрапив в радянський полон, був звільнений через місяці після смерті батька. Помер від туберкульозу, підчепленого в полоні.

## Звання
- Фанен-юнкер (4 липня 1900)
- Фенріх (25 лютого 1901)
- Лейтенант (18 жовтня 1901)
- Оберлейтенант (18 лютого 1910)
- Гауптман (2 серпня 1914)
- Майор (20 березня 1922)
- Оберстлейтенант (1 лютого 1927)
- Оберст (1 лютого 1930)
- Генерал-майор (1 грудня 1932)
- Генерал-лейтенант (1 січня 1934)
- Генерал піхоти (1 серпня 1936)

## Нагороди
- Орден Святого Станіслава 3-го ступеня (Російська імперія)
- Залізний хрест 2-го і 1-го класу
- Орден «За заслуги» (Баварія) 4-го класу з мечами
- Орден Альберта (Саксонія), лицарський хрест 1-го класу
- Орден «За військові заслуги» (Вюртемберг), лицарський хрест
- Орден Фрідріха (Вюртемберг), лицарський хрест 1-го класу з мечами
- Ганзейський Хрест (Гамбург)
- Військовий Хрест Фрідріха-Августа (Ольденбург) 2-го і 1-го класу
- Хрест «За військові заслуги» (Австро-Угорщина) 3-го класу з військовою відзнакою
- Срібна медаль «Ліакат» з шаблями (Османська імперія)
- Військова медаль (Османська імперія)
- Орден «За військові заслуги» (Болгарія), офіцерський хрест
- Королівський орден дому Гогенцоллернів, лицарський хрест з мечами
- Пам'ятна медаль групи армій «Кронпринц»
- Хрест «За вислугу років» (Вюртемберг) 1-го класу (25 років)
- Сілезький Орел 2-го і 1-го ступеня
- Почесний хрест ветерана війни з мечами
- Медаль «За вислугу років у Вермахті» 4-го, 3-го, 2-го і 1-го класу (25 років)
- Медаль «У пам'ять 1 жовтня 1938»
- Застібка до Залізного хреста 2-го і 1-го класу
- Лицарський хрест Залізного хреста (25 червня 1940)
- Нагрудний знак «За поранення» в чорному
- Медаль «За зимову кампанію на Сході 1941/42»

## Вшанування пам'яті
В 2009 році за військові заслуги і заслуги перед Хефеном старий дерев'яний хрест на могилі Геєра замінили на новий надгробок з пам'ятною табличкою.